# Badenhausen
Badenhausen è una frazione della città tedesca di Bad Grund (Harz).

## Storia
Il 1º marzo 2013 il comune di Badenhausen venne aggregato alla città di Bad Grund (Harz).